# Julien Van Opdorp
Julien Juul Van Opdorp  est un footballeur belge, né le 13 avril 1947 à Anvers (Belgique). 
Il fait toute sa carrière comme défenseur au K Beerschot VAV. Il joue 357 matchs et marque 2 buts en seize saisons de Division 1 avec les Mauves du Kiel. Il joue deux finales de Coupe de Belgique: perdue en 1968 et victorieuse en 1971.

## Palmarès
- Vainqueur de la Coupe de Belgique en 1971 avec le K Beerschot VAV
- Finaliste de la Coupe de Belgique en 1968  avec le R Beerschot AC